# Georg Betz
Georg Betz (Kolbermoor, 15 juni 1903 – Berlijn, 2 mei 1945) was Adolf Hitlers persoonlijke copiloot.

## Levensloop
Betz volgde een opleiding tot elektrotechnicus en ging na het afronden ervan ook als zodanig aan de slag. Tijdens de laatste jaren van de Weimarrepubliek volgde Betz een opleiding tot vliegenier. Hij ging in 1932 aan de slag als langeafstandspiloot bij Lufthansa. Betz trad ook toe tot de Schutzstaffel (SS) en de Nationaalsocialistische Duitse Arbeiderspartij (NSDAP). In 1935 kwam hij als SS-Untersturmführer in de staf van de Reichsführer-SS.
In de jaren hierna werd hij opgenomen bij het regeringseskader en klom hij op tot de functie van persoonlijke copiloot van Adolf Hitler. Hij was de directe vervanger van Hitlers persoonlijke piloot, Hans Baur. Door zijn verdienste werd hij in 1944 bevorderd tot SS-Obersturmbannführer.
Georg Betz kwam op 2 mei 1945 tijdens de ontsnapping uit de Führerbunker om het leven.

## Militaire loopbaan
- SS-Untersturmführer:[2]
- SS-Obersturmführer:[2]
- SS-Hauptsturmführer:[2]
- SS-Sturmbannführer: 20 april 1936[2][3]
- SS-Obersturmbannführer: 30 januari 1944[4]
- Oberstleutnant der Reserve:

## Registratienummer
- SS-nr.: 625 419[3]